# Champagnole
Champagnole je naselje in občina v vzhodnem francoskem departmaju Jura regije Franche-Comté. Leta 2012 je naselje imelo 7.938 prebivalcev.

## Geografija
Kraj leži v pokrajini Franche-Comté ob reki Ain, 80 km južno od Besançona in 97 km severovzhodno od Bourg-en-Bressa.

## Uprava
Champagnole je sedež istoimenskega kantona, v katerega so poleg njegove vključene še občine Andelot-en-Montagne, Ardon, Bourg-de-Sirod, Chapois, Châtelneuf, Cize, Crotenay, Équevillon, Le Larderet, Le Latet, Lent, Loulle, Monnet-la-Ville, Mont-sur-Monnet, Montigny-sur-l'Ain, Montrond, Moutoux, Les Nans, Ney, Le Pasquier, Pillemoine, Pont-du-Navoy, Saint-Germain-en-Montagne, Sapois, Sirod, Supt, Syam, Valempoulières, Vannoz, Le Vaudioux in Vers-en-Montagne s 16.664 prebivalci.
Kanton Champagnole je sestavni del okrožja Lons-le-Saunier.

## Zanimivosti
- cerkev sv. Kirika in Julite,
- urni stolp - Château d'eau,
- arheološki muzej,
- galo-rimsko svetišče na hribu Mont Rivel.

## Pobratena mesta
- Dukinfield (Anglija, Združeno kraljestvo),
- Gottmadingen (Baden-Württemberg, Nemčija).